# El Rancho Vela
El Rancho Vela es un lugar designado por el censo ubicado en el condado de Starr en el estado estadounidense de Texas. En el Censo de 2010 tenía una población de 274 habitantes y una densidad poblacional de 820,09 personas por km².

## Geografía
El Rancho Vela se encuentra ubicado en las coordenadas 26°24′14″N 98°46′9″O / 26.40389, -98.76917. Según la Oficina del Censo de los Estados Unidos, El Rancho Vela tiene una superficie total de 0.33 km², de la cual 0.33 km² corresponden a tierra firme y (0%) 0 km² es agua.

## Demografía
Según el censo de 2010, había 274 personas residiendo en El Rancho Vela. La densidad de población era de 820,09 hab./km². De los 274 habitantes, El Rancho Vela estaba compuesto por el 98.54% blancos, el 0% eran afroamericanos, el 0% eran amerindios, el 0% eran asiáticos, el 0% eran isleños del Pacífico, el 1.09% eran de otras razas y el 0.36% pertenecían a dos o más razas. Del total de la población el 100% eran hispanos o latinos de cualquier raza.